# Kriminal (film)
Série
Le Retour de Kriminal
(1967)
Pour plus de détails, voir Fiche technique et Distribution.
Kriminal est un film d'aventure italien réalisé par Umberto Lenzi, sorti en 1966.
Le film est inspiré de la bande dessinée, ou fumetti en italien, Kriminal de Max Bunker. Le film a une suite Le Retour de Kriminal (titre original : Il marchio di Kriminal) sorti en 1967.

## Synopsis
Criminel et cambrioleur portant un masque et une combinaison de squelette, Kriminal a été arrête par Scotland Yard. Ennemi public numéro 1, il est condamné à mort par pendaison après avoir volé la couronne d'Angleterre. Mais, le jour de son exécution, il parvient à s'évader sans savoir que son évasion a été préparée et commanditée par l'inspecteur Milton qui, pourtant, est responsable de son arrestation. En agissant ainsi, Milton comte retrouver le fameux joyau puis remettre la main sur Kriminal. Mais ce dernier a flairé son piège...
Après s'être rendu compte de la supercherie, Kriminal se cache chez Margie, son ex-compagne. Le couple se réconcilie et elle lui annonce qu'un transfert de diamants, assuré par deux sœurs jumelles, se préparent à destination d'Istanbul. Après avoir rendu la couronne à Scotland Yard, Kriminal sent qu'il a l'occasion de réussir son plus gros coup en volant les pierres précieuses. Une occasion également de défier encore l'inspecteur Milton qui le traque. En voulant les dérober, Kriminal s'aperçoit très vite qu'il est tombé dans une conspiration où se mêlent double jeu et faux-semblants.

## Fiche technique
- Titre original et français : Kriminal
- Réalisation : Umberto Lenzi
- Scénario : Max Bunker et Umberto Lenzi
- Montage : Jolanda Benvenuti et Antonio Gimeno
- Musique : Romano Mussolini
- Photographie : Angelo Lotti
- Production : Giancarlo Marchetti et Claudio Teramo
- Société de production et distribution : Filmes Cinematografica, Estela Films et Copercines
- Format : couleurs
- Genre : aventure
- Durée : 98 minutes
- Dates de sortie :
  -  Italie : 23 décembre 1966
  -  France : janvier 1968

## Distribution
- Glenn Saxson (VF : Hubert Noël) : Kriminal
- Helga Liné (VF : Joëlle Janin) : Ingrid et Laura (en VO : Inge et Trude)
- Andrea Bosic (VF : Michel Gudin) : Insp. Milton
- Ivano Staccioli (VF : Michel Gatineau) : Alex Lafont
- Esmeralda Ruspoli (VF : Paula Dehelly) : Lady Gold
- Dante Posani (VF : Pierre Fromont) : Frank
- Franco Fantasia (VF : Jean Violette) : le commissaire Murad
- Maria Luisa Rispoli (VF : Michèle Montel) : Margie Swan
- Armando Calvo (VF : Henri Djanik) : Kandur
- Mary Arden (VF : Jeanine Freson) : Gloria Farr
- Rossella Bergamonti : l'infirmière
- Mirella Pamphili (VF : Arlette Thomas) : Miss Dickinson
- Vittorio Cramer (VF : Gérard Férat) : une voix à la radio (non crédité)
- Consalvo Dell'Arti (VF : Bernard Woringer) : le commissaire Megress (non crédité)
- John Stacy (VF : Louis Arbessier) : Sir Winston (non crédité)